# The High End of Low
The High End of Low är Marilyn Mansons sjunde studioalbum, utgivet 14 maj 2009. Inför The High End of Low återförenades Marilyn Manson med Twiggy Ramirez, som hoppade av efter Holy Wood (In the Shadow of the Valley of Death).

## Låtlista
1. "Devour" – 3:46
2. "Pretty as a ($)" – 2:45
3. "Leave a Scar" – 3:55
4. "Four Rusted Horses" – 5:00
5. "Arma-godd**n-motherf**kin-geddon" – 3:39
6. "Blank and White" – 4:27
7. "Running to the Edge of the World" – 6:26
8. "I Want to Kill You Like They Do in the Movies" – 9:02
9. "WOW" – 4:55
10. "Wight Spider" – 5:33
11. "Unkillable Monster" – 3:44
12. "We're From America" – 5:04
13. "I Have to Look Up Just to See Hell" – 4:12
14. "Into the Fire" – 5:15
15. "15" – 4:21

## Bonusspår
1. "Arma-god**m-motherf**kin-geddon- The Teddybears Remix" - 3:30
2. "Into the Fire - Alternate Version" - 4:35